# Exile (Gary Numan)
Exile è il quindicesimo album discografico di Gary Numan, pubblicato dalla Eagle Records il 20 ottobre 1997 per il mercato inglese, e il 10 febbraio 1998 per il mercato statunitense, ed è disponibile sia in versione standard che in versione Extended.

## Tracce
(Musiche e testi di Gary Numan)
1. Dominion Day – 4:52
2. Prophecy – 5:05
3. Dead Heaven – 5:23
4. Dark – 4:30
5. Innocence Bleeding – 4:26
6. The Angel Wars – 5:05
7. Absolution – 5:00
8. An Alien Cure – 6:10
9. Exile – 6:48

Tracce versione Extended
1. Dominion Day – 7:45
2. Prophecy – 8:57
3. Dead Heaven – 7:48
4. Dark – 7:29
5. Innocence Bleeding – 6:50
6. The Angel Wars – 9:35
7. Absolution – 6:23
8. An Alien Cure – 9:45
9. Exile – 8:54

## Musicisti
- Gary Numan – voce, tastiere, chitarra
- Mike Smith - tastiere
- Rob Harris - chitarra